# Воздушно-наземная операция

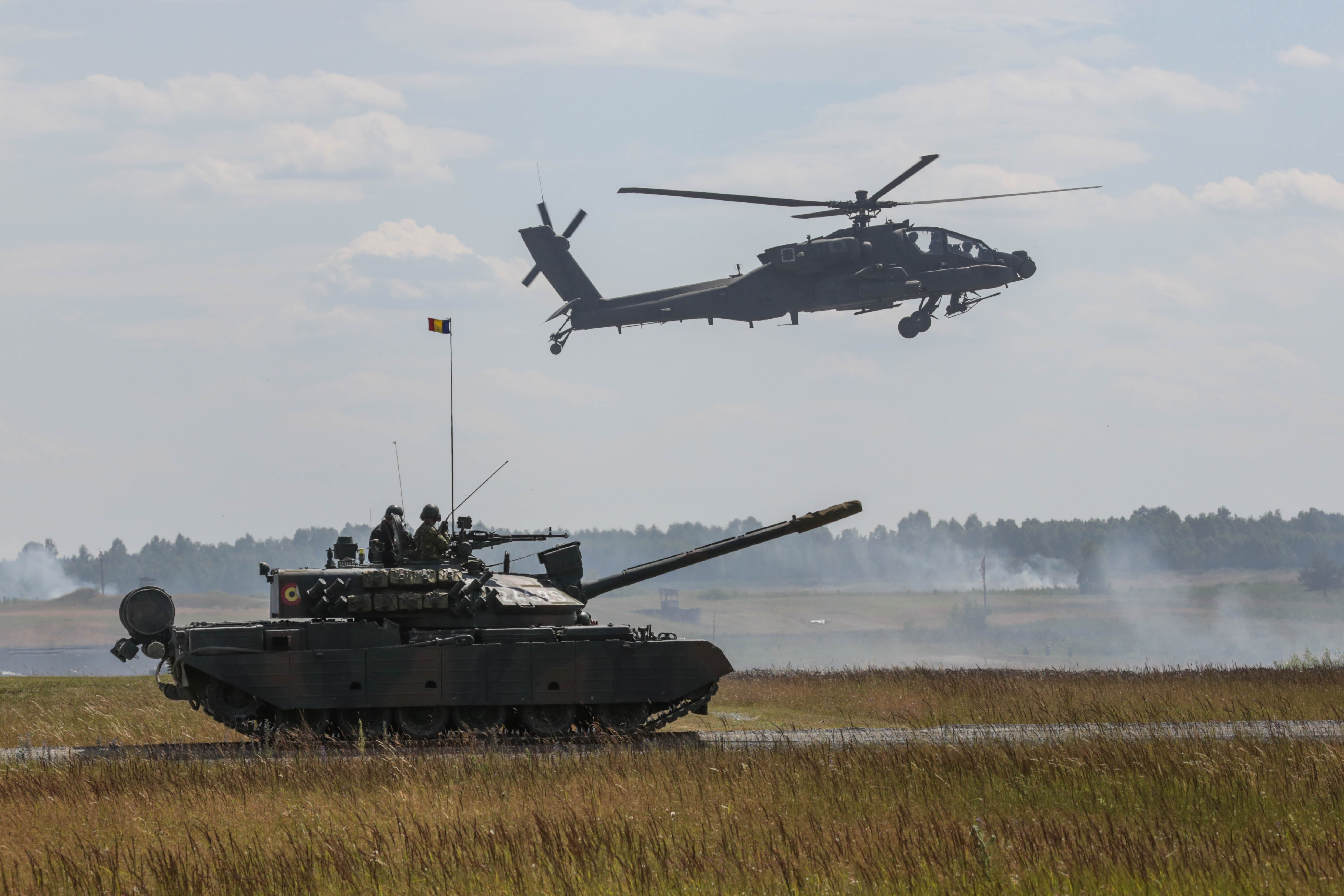
Воздушно-наземная операция как тесное взаимодействие сухопутных и воздушных компонентов
(Combined Resolve II, 2014). Апач 12-й бригады армейской авиации над румынским танком TR-85M1.

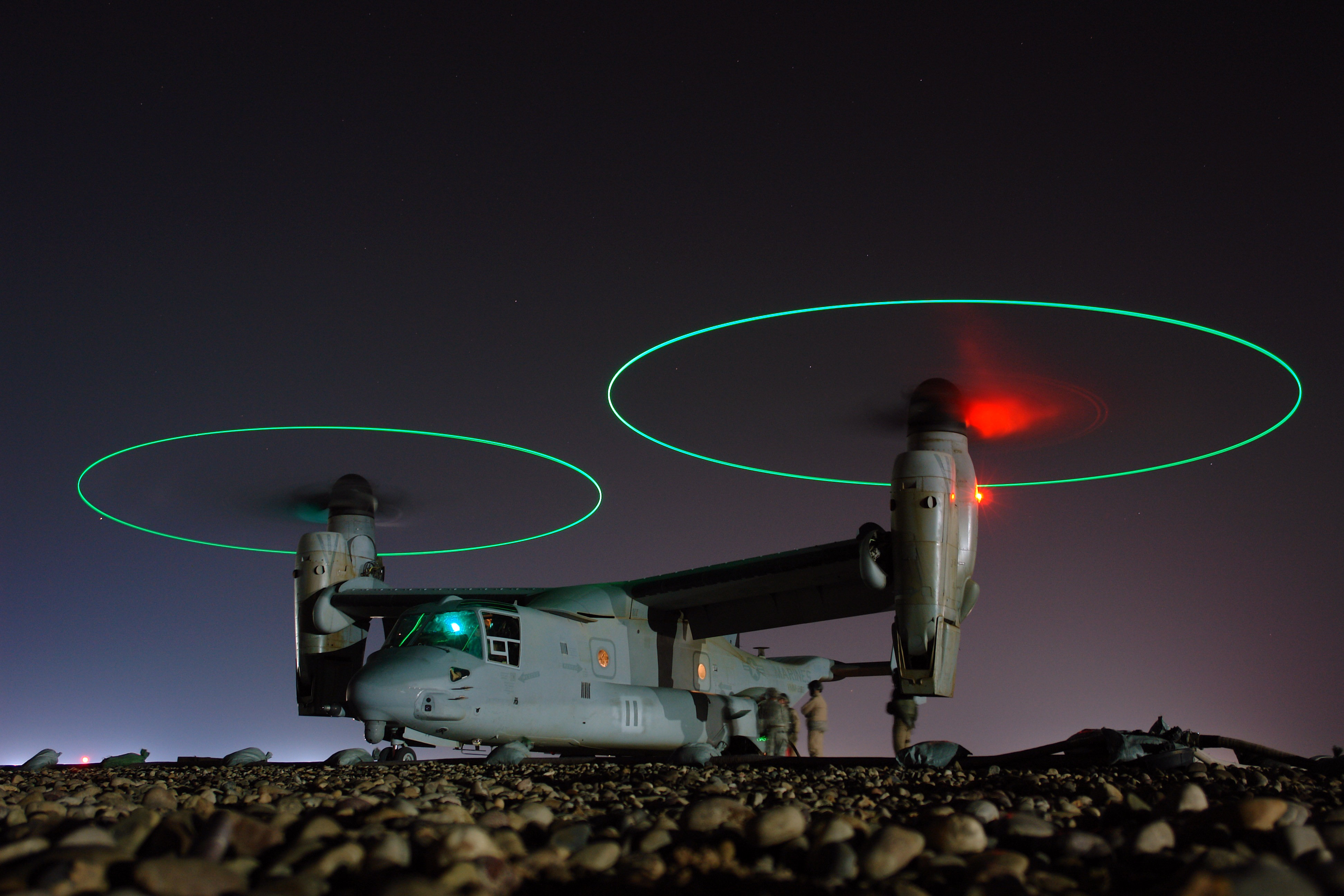
Дозаправка американского конвертоплана «Оспри» перед ночным вылетом
(Иракская война, февраль 2008)

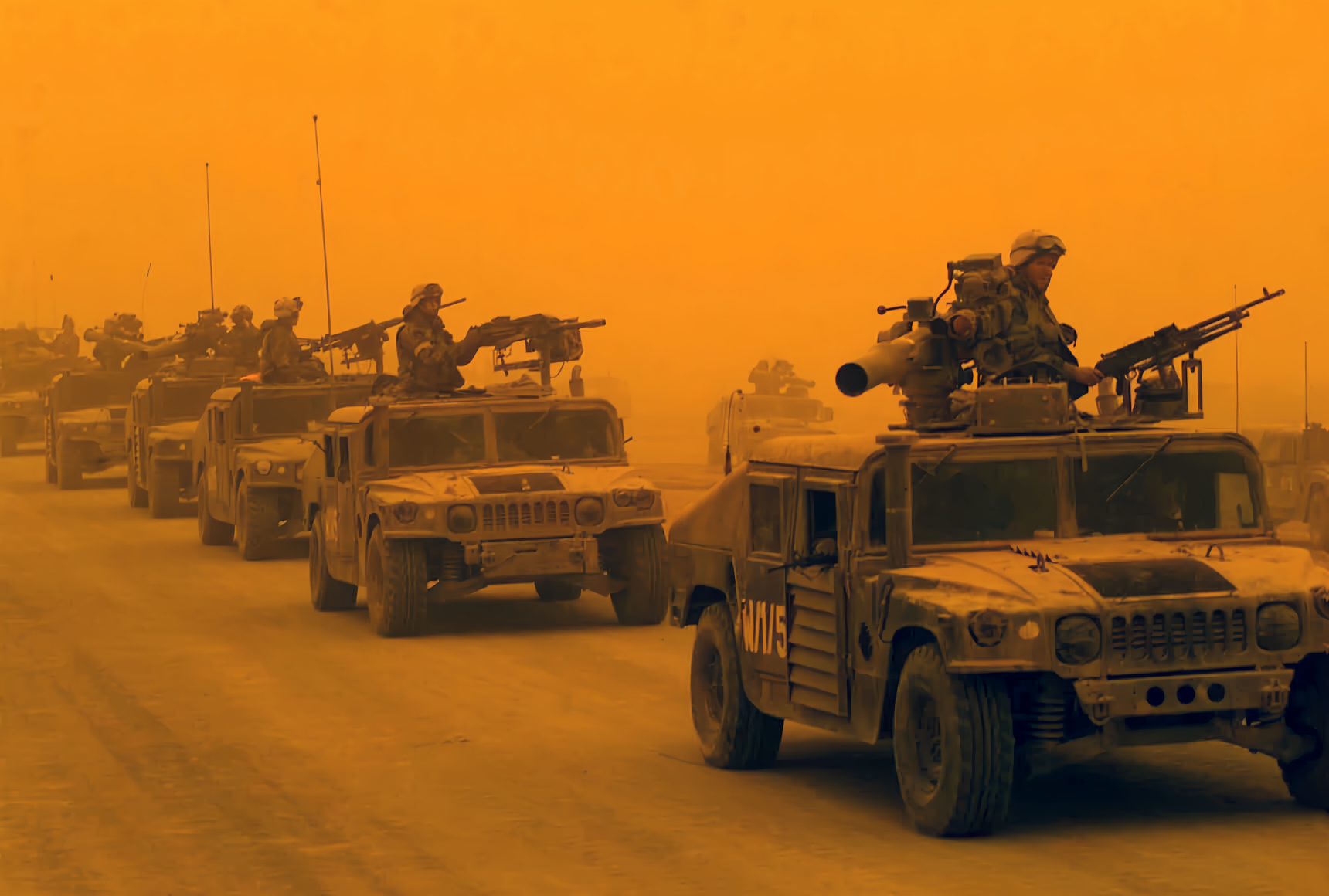
Автоколонна 1-го разведывательного батальона 1-й дивизии КМП США во время песчаной бури
(Иракская война, март 2003)

Воздушно-наземная операция или сражение (англ. AirLand Battle) — наступательная военная концепция проведения военных операций и скоординированного использования разнородных сил и средств во время наступательных боевых действий, разработанная специалистами ВС США и впервые формализованная в 1982 году в полевом уставе ВС США FM 100-5 и главенствовавшая вплоть до появления более современной концепции «согласованных наземных боевых действий» (англ. Unified Land Operations) в 2011 году.
Развитие идеи «воздушно-наземной операции» произошло под влиянием советской теории глубокой наступательной операции, и изучения полученного реального боевого опыта блицкрига и воздушно-десантных операций во Второй мировой войне. Ключевые положения воздушно-наземной операции основаны на задействовании высокоподвижных группировок наземных войск, воздушных десантов, средств ВВС, РЭБ и различных видов оружия для уничтожения неприятельских сил на всю глубину оперативного построения его армий первого эшелона. Обеспечение данной цели также возлагается на общевойсковые соединения (части) и тактическую авиацию, которые должны вести боевые действия против непосредственно противостоящих боевых порядков противника и использовать средства огневого или ядерного поражения против вторых эшелонов или резервов.

## Предпосылки возникновения
Во второй половине XX века переоснащение западных вооружённых сил на новые образцы военной техники, а также — качественный рост боевых возможностей частей и соединений привёл к переосмыслению существующих взглядов на характер вероятных боевых действий. При работе над новой военно-теоретической концепцией американские военные эксперты исходили из того факта, что государства восточного блока на европейском театре будут обладать численным перевесом в количестве сил и средств. Как следствие, это бы позволило им вести боевые действия сохраняя значительную часть имеющихся сил в резерве (во втором эшелоне) с возможностью их ввода в бой в удобный момент для окончательного разгрома противостоящих им армий стран НАТО. Из этого был сделан вывод, что уничтожение первого эшелона войск восточного блока ещё не даст гарантии поражения его армии, которая будет иметь способность продолжать активные боевые действия.
Американское военное командование считало решением данной проблемы разработку нового подхода к организации и проведению боевых операций. Ключевой особенностью данного способа являлось одновременное поражение всех эшелонов противостоящей группировки силами общевойсковых формирований сухопутных войск и тактической авиации при максимальном использовании всех имеющихся систем обычных вооружений, ядерного оружия, средств разведки, целеуказания и управления.
Результатом стало появление в 1982 году в вооружённых силах США новой редакции боевого устава FM 100-5, которая ввёла в американский военный лексикон понятие оперативного уровня боевых действий (англ. operational level of war) и в котором новая концепция воздушно-наземной операции (англ. AirLand Battle) пришла на смену устаревшей концепции «активной обороны» (англ. Active Defense). В дальнейших редакциях этого устава (1986 год, 1993 год и так далее) идея воздушно-наземной операции продолжила своё совершенствование.

## Появление названия и его семантическая эволюция
Изначально англоязычный термин AirLand Battle обозначал собой скоординированное применение общевойсковых сил как всей гаммы доступных командованию соединений сухопутных войск и тактической авиации. В литературе он часто принимал различные морфологические конфигурации (англ. airland, air-land, air/land), и в конце 1970-х его смысловая наполненность также подверглась существенной трансформации. Из-за частого использования понятие AirLand Battle приобрело смысл, синонимичный термину англ. extended battlefiled, который объединяет в себе взаимодействие сухопутных войск с тактической авиацией, прикрытие поля боя с воздуха и т. п. В дальнейшем ситуация усугубилась тем, что на смысловое содержание термина AirLand Battle начало оказывать влияние появление определения Air Land 2000 как программы по отработке концепции поля боя XXI века.

## Организационное и техническое воплощение

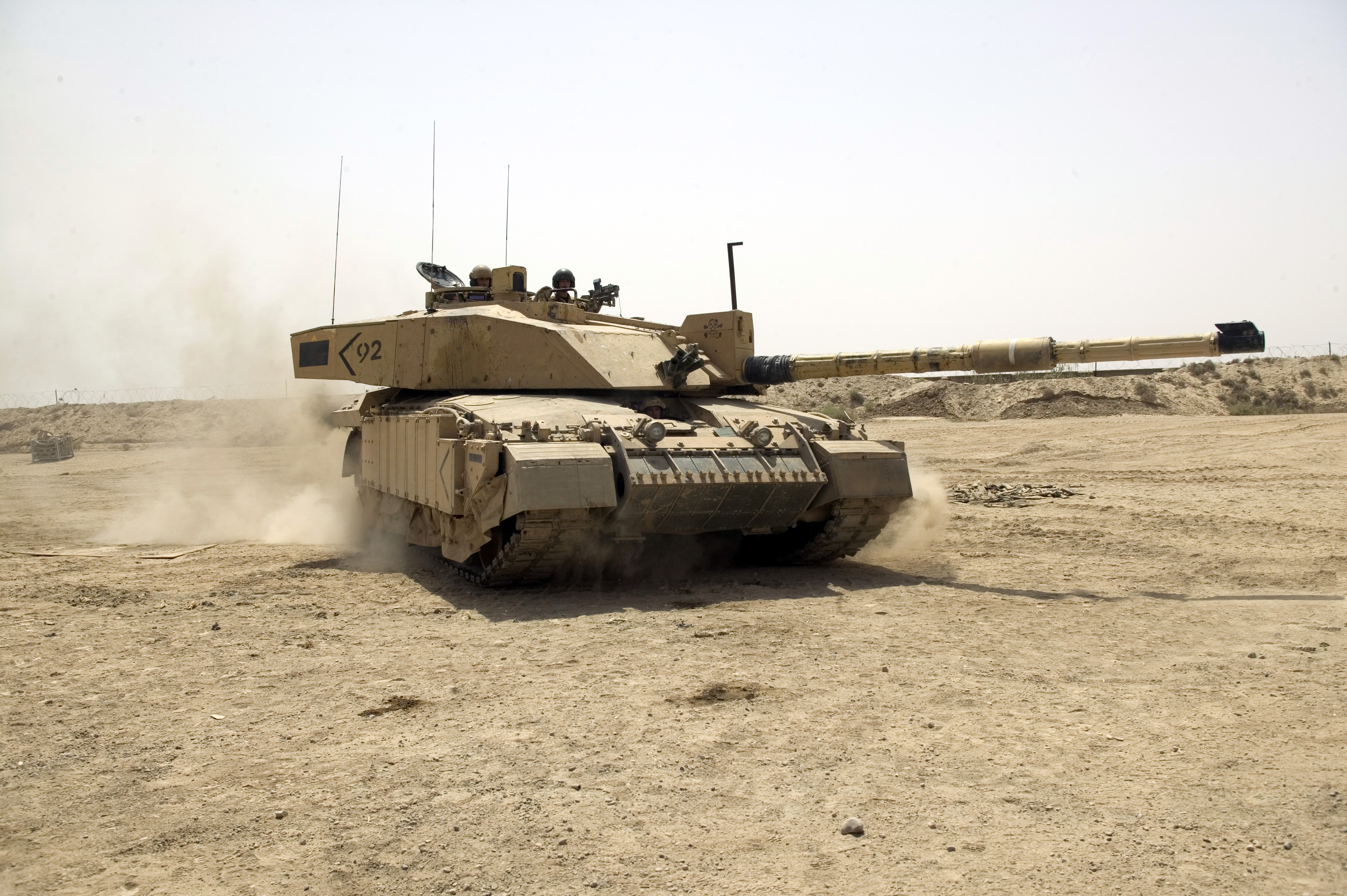
Британский танк «Челленджер 2» (QRL) в окрестностях Басры
(Иракская война, июнь 2004)

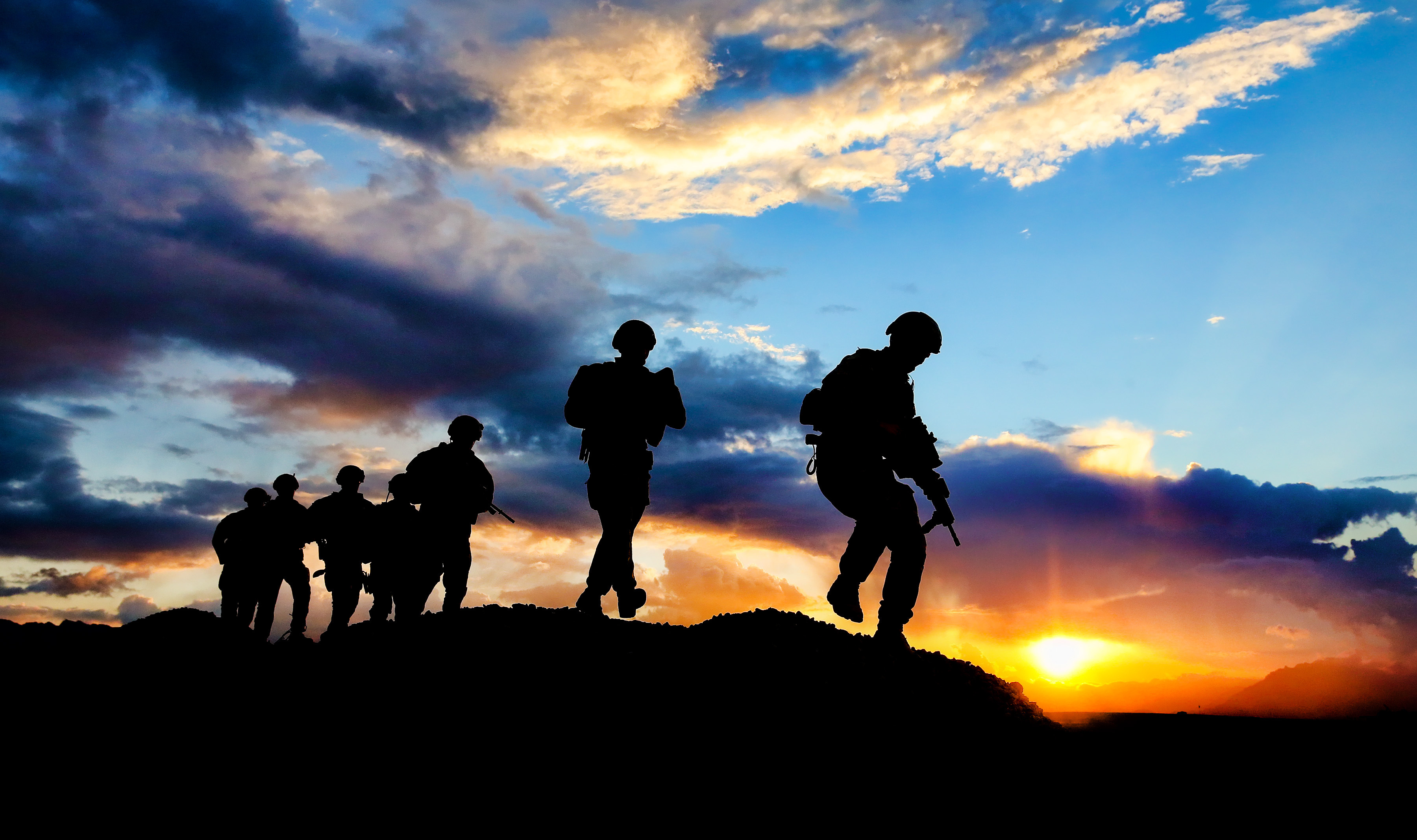
Австралийские солдаты 7-го батальона Королевского австралийского полка и американские солдаты 2-го кавалерийского полка патрулируют окрестности базы
(Война в Афганистане, ноябрь 2013)

По взглядам американских специалистов современные боевые действия характеризуются скоротечностью, высокой динамикой, манёвренностью, очаговым характером, частыми случаями нарушения связи и потери управления над войсками. В таких ситуациях приобретает исключительную важность способность войск к самостоятельным действиям, что выдвигает повышенные требования к личным качествам и к уровню подготовки командного состава.
Стержневым вопросом концепции воздушно-наземной операции является реализация так называемого глубокого поражения, под которым понимается манёвр в глубину боевых порядков противника с целью уничтожения, блокирования или дезорганизации его резервов и частей второго эшелона для того, чтобы исключить возможность их выдвижения из глубины, развёртывания и вступления в бой. При этом боевые действия и удары по войскам второго эшелона противника приобрели в глазах американского командования не меньшую приоритетность, чем рутинная боевая работа вдоль линии соприкосновения сторон.
В основе этой идеи лежат три взаимодействующих материально-технических элемента:
- средства дальней разведки и целеуказания;
- высокоточные и дальнобойные огневые средства;
- автоматические системы связи и управления, способные руководить большими массами войск в реальном масштабе времени.

Основываясь на этих компонентах выводятся ключевые принципы ведения «воздушно-наземной операции»:
- инициатива, которая предполагает упреждение замыслов противника, навязывание ему своих условий боевого столкновения и задействование всех доступных средств для нанесения по нему ударов с неожиданных направлений,
- глубина, которая подразумевает пространственно-временной размах при маневрировании войсками и ведении ими боевых действий,
- быстрота, в основе которой лежит способность командования предвидеть решающие моменты в сражениях и реагировать на изменения оперативной обстановки; помимо этого сюда также включается организационная гибкость войсковых соединений и их боевого состава применительно к конкретной боевой задаче.
- согласованность действий, под которой подразумевается объединение единым замыслом усилий различных родов войск и видов вооружённых сил для решения поставленных боевых задач.

Важная роль в воплощении «воздушно-наземной операции» отводится огневому воздействию на противника по всей глубине его оперативного построения с помощью обычного и ядерного оружия. Подчёркивается важность одновременного нанесения ударов по первому эшелону неприятеля штатными огневыми средствами и по второму эшелону (резерву) в глубине для того, чтобы задержать, изолировать, дезорганизовать и затруднить его вступление в сражение. В качестве средств глубокого поражения, как правило, рассматриваются:
- в оперативной зоне — тактические ракетные комплексы, фронтовая авиация, воздушно-десантные (аэромобильные) части и подразделения сил специальных операций,
- в тактической зоне — дальнобойная артиллерия, РСЗО, вертолётная авиатехника.

В таких условиях суть воздушно-наземной операции основывается на сочетании вертикального и флангового охватов войск противника при одновременном нанесении ударов по его наиболее боеспособным группировкам. Считается, что идея «воздушно-наземной операции» заняла важное место среди наиболее эффективных способов борьбы с неприятелем, который полагается на тактику манёвренной обороны.

## Перспективы совершенствования
Изначально одним из приоритетных направлений развития концепции воздушно-наземной операции считалось придание ей универсальности во всем спектре современных конфликтов (включая контртерроризм) и относительно географических условий любого театра военных действий. Не меньше внимания уделялось повышению разведывательных и ударных возможностей по целям в глубине территории противника путём задействования специальных диверсионно-разведывательных формирований, воздушных десантов, маневренных групп и т. п.. Кроме этого, четыре базовых критерия воздушно-наземной операции (инициатива, быстрота, глубина, согласованность) предполагается дополнить ещё одним — устойчивостью, под которой понимается способность поддерживать нужную интенсивность боевых действий на всём продолжении текущих оперативных мероприятий.
Основополагающие пункты американской оперативно-тактической концепции воздушно-наземной операции были тесно переплетены с концепцией вооружённых сил НАТО FOFA («концепция борьбы со вторыми эшелонами»). При этом, несмотря на то, что блок НАТО никогда формальным образом не принял эту концепцию, её философия оказала огромное влияние на всю западную военную школу. Предполагалось, что дальнейшая эволюция обеих концепций связана с усовершенствованием перспективных систем разведки, целеуказания, высокоточного оружия, РЭБ, а также — с переходом вооружённых сил США на новую организационную структуру. Одним из основных направлений военно-теоретического развития этих концепций считается широкое применение высокомобильных формирований сил быстрого реагирования.